# نيويورك، أنا أحبك
نيويورك، أنا أحبك (بالإنجليزية: New York, I Love You)‏ هو فيلم كوميدي تم إنتاجه في الولايات المتحدة وصدر في سنة 2009. الفيلم من إخراج ناتالي بورتمان وبريت راتنر.

## الميزانية والإيرادات
بلغت تكلفة إنتاج الفيلم حوالي 14.7 مليون دولار بينما حقق أرباحا تقدر بـ 8,049,666 دولار.

## وصلات خارجية
- نيويورك، أنا أحبك على موقع IMDb (الإنجليزية)
- نيويورك، أنا أحبك على موقع ميتاكريتيك (الإنجليزية)
- نيويورك، أنا أحبك على موقع روتن توميتوز (الإنجليزية)
- نيويورك، أنا أحبك على موقع نتفليكس (الإنجليزية)
- نيويورك، أنا أحبك على موقع قاعدة بيانات الأفلام العربية
- نيويورك، أنا أحبك على موقع ألو سيني (الفرنسية)
- نيويورك، أنا أحبك على موقع Turner Classic Movies (الإنجليزية)
- نيويورك، أنا أحبك على موقع أول موفي (الإنجليزية)
- نيويورك، أنا أحبك على موقع بوكس أوفيس موجو (الإنجليزية)
- نيويورك، أنا أحبك على موقع فيلمافينيتي (الإسبانية)